# Zhuhai Championships 2019
Lo Zhuhai Championships 2019, anche conosciuto come Huajin Securities Zhuhai Championships 2019 per motivi di sponsorizzazione, è stato un torneo di tennis giocato sul cemento. È stata la prima edizione del torneo, che ha fatto parte della categoria ATP Tour 250 nell'ambito dell'ATP Tour 2019. Si è giocato al Hengqin International Tennis Center di Zhuhai, in Cina, dal 23 al 29 settembre 2019.

## Partecipanti

### Teste di serie
| Nazionalità | Giocatore             | Ranking* | Testa di serie |
| ----------- | --------------------- | -------- | -------------- |
| Grecia      | Stefanos Tsitsipas    | 7        | 1              |
| Spagna      | Roberto Bautista Agut | 10       | 2              |
| Francia     | Gaël Monfils          | 12       | 3              |
| Croazia     | Borna Ćorić           | 15       | 4              |
| Francia     | Lucas Pouille         | 26       | 5              |
| Australia   | Nick Kyrgios          | 27       | 6              |
| Australia   | Alex de Minaur        | 31       | 7              |
| Spagna      | Albert Ramos Viñolas  | 46       | 8              |

* Ranking al 16 settembre 2019.

### Altri partecipanti
I seguenti giocatori hanno ricevuto una wildcard per il tabellone principale:
- Wu Di
- Zhang Ze
- Zhang Zhizhen

Il seguente giocatore è entrato in tabellone con il ranking protetto:
- Andy Murray

I seguenti giocatori sono passati dalle qualificazioni:

- Damir Džumhur
- Tatsuma Itō
- Dominik Koepfer
- Kwon Soon-woo

### Ritiri
Prima del torneo
- Tomáš Berdych → sostituito da  Tennys Sandgren
- Pierre-Hugues Herbert → sostituito da  Steve Johnson
- Andrey Rublev → sostituito da  Peter Gojowczyk

Durante il torneo
- Casper Ruud

## Partecipanti al doppio

### Teste di serie
| Nazione       | Giocatore         | Nazione  | Giovatore      | Ranking* | Testa di serie |
| ------------- | ----------------- | -------- | -------------- | -------- | -------------- |
| Paesi Bassi   | Jean-Julien Rojer | Romania  | Horia Tecău    | 40       | 1              |
| Regno Unito   | Luke Bambridge    | Giappone | Ben McLachlan  | 85       | 2              |
| Nuova Zelanda | Marcus Daniell    | Austria  | Philipp Oswald | 90       | 3              |
| Belgio        | Sander Gillé      | Belgio   | Joran Vliegen  | 94       | 4              |

* Ranking aggiornato al 16 settembre 2019.

### Altri partecipanti
Le seguenti coppie hanno ricevuto una wildcard per il tabellone principale:
- Gong Maoxin /  Zhang Ze
- Wu Di /  Zhang Zhizhen

### Singolare
Alex de Minaur ha sconfitto in finale  Adrian Mannarino con il punteggio di 7–6(4), 6-4.
- È il terzo titolo in carriera e stagione per De Minaur.

### Doppio
Sander Gillé /  Joran Vliegen hanno sconfitto in finale  Marcelo Demoliner /  Matwé Middelkoop con il punteggio di 7–6(2), 7–6(4).